# Birlagram
Birlagram är en flygplats i Indien.   Den ligger i distriktet Ujjain och delstaten Madhya Pradesh, i den centrala delen av landet, 600 km söder om huvudstaden New Delhi. Birlagram ligger 471 meter över havet.
Terrängen runt Birlagram är platt. Runt Birlagram är det tätbefolkat, med 411 invånare per kvadratkilometer. Närmaste större samhälle är Nagda, 1,4 km norr om Birlagram. Trakten runt Birlagram består till största delen av jordbruksmark.